# Sultanat ayyoubide
1171–1341
Entités précédentes :
- Califat fatimide
- Dynastie des Zengides

Entités suivantes :
- Sultanat mamelouk du Caire

Le Sultanat ayyoubide fut un sultanat dirigé par la dynastie ayyoubide qui détrône le califat fatimide, sous l'impulsion de son premier sultan, Saladin, dans le contexte des croisades, et règne de 1171 à 1341. Son territoire s’étendait autour de l'Égypte actuelle et eut d'ailleurs Le Caire pour première capitale.

## Histoire

### Fondation
Shadhi ibn Marwan, un chef kurde, père d'Ayyub et de Shirkuh, est à l'origine de la famille qui appartenait au clan kurde de Rawadiya, lui-même branche de la tribu Hadhabani (en). Ils étaient parents de la dynastie kurde des Shaddadides et, quand le dernier d'entre eux fut déposé à Dvin en 1130, Shadhi emmena sa famille d'abord à Bagdad puis à Tikrit, où il est nommé gouverneur par Bihruz, commissaire du sultan seldjoukide auprès du calife. Shadhi meurt peu après et Ayyub lui succède comme gouverneur de Tikrit.
En 1132, le calife Al-Mustarchid profite de la mort du sultan Mahmoud II et de la lutte pour sa succession pour tenter de s'émanciper de la tutelle seldjoukide. Zengi, émir de Mossoul marche sur Bagdad pour soutenir les Seldjoukides, mais est battu près de Tikrit par l'armée du calife. Encerclé avec son armée au bord du fleuve, il ne doit son salut qu'à Ayyub qui lui fait traverser le fleuve et l'aide à s'enfuir,.
Vers 1137, les deux frères quittent Tikrit pour rejoindre Zengi, qui nomme Ayyub gouverneur de Baalbek et Shirkuh officier dans son armée.
En 1146, Ayyub défend Baalbek contre Mu'in ad-Din Unur, l'atabeg de Mudjir ad-Din Abak, émir bouride de Damas et l'oblige à se retirer à Damas. Après la mort de Mu'in ad-Din Unur, en 1149, les deux frères sont envoyés à Damas avec la mission d'intriguer pour isoler l'émir et de favoriser la conquête de Damas par Nur ad-Din, le fils de Zengi, qui est effective en 1154. Ayyub est alors nommé gouverneur de Damas par Nur ad-Din.
De 1164 à 1169, Nur ad-Din envoie Shirkuh et son neveu Saladin pour intervenir en Égypte dans les querelles de pouvoir autour du vizirat et pour contrer les interventions franques d'Amaury Ier. Il en sort vainqueur et devient vizir le 18 janvier 1169, mais meurt le 23 mars suivant. Le calife fatimide Al-Adid nomme alors Saladin au vizirat espérant profiter de la jeunesse et de l'inexpérience du jeune homme pour le contrôler.

### Saladin
Mais, contrairement aux espérances et aux prévisions de l'entourage du calife, Saladin, jusque-là plutôt timide et réservé, prend les choses en main avec énergie. En quelques semaines, il élimine les fonctionnaires fatimides qui lui semblent indignes de confiance et les remplace par ses hommes, écrase une révolte de l'armée égyptienne et repousse en octobre 1169 une invasion franque. Mais il cherche également à s'affranchir de la tutelle de Nur ad-Din, tout en affichant des propos de soumission.
En 1171, Nur ad-Din, sunnite convaincu, exige l'abolition du califat fatimide chiite. Saladin hésite, car il tient son pouvoir du calife, et cette abolition le prive de sa légitimité, mais finit par le faire le 10 septembre 1171. Mais Nur ad-Din s'inquiète de plus en plus et Saladin fait venir en Égypte les membres de sa famille, confie les conquêtes de la Nubie du Yémen à un de ses frères afin de disposer d'une terre de refuge et, conseillé par son père, feint de se soumettre. Ayyoub meurt le 31 juillet 1173, Nur ad-Din s'avise qu'il n'a plus homme de confiance en Égypte et prépare une expédition pour soumettre Saladin, quand il meurt, le 15 mai 1174 suivi de peu par le roi Amaury Ier, qui laisse le trône à un fils encore mineur, le roi Baudouin IV le Lépreux.
Cette situation de régence ne permet pas aux Francs d’exploiter les querelles qui secouent l’Empire zengide après la mort de Nur ad-Din, et une tentative d’invasion de l’Égypte par le roi Guillaume II de Sicile échoue parce que Miles de Plancy, régent de Jérusalem, n’ordonne pas de diversion par le Sinaï. Durant les années qui suivent la priorité de Saladin, reprenant à son compte la politique de Zengi et de son fils, est d’unifier les musulmans pour ensuite attaquer les États croisés.
Aussi se rend-il avec son armée en Syrie en se présentant comme le protecteur des fils de Nur ad-Din. Damas, qui se souvient du gouvernorat d’Ayyoub, se soumet à Saladin, tandis qu’Alep et Mossoul se retranchent et refusent l’entrée de la ville à Saladin, qui assiège Alep. La diversion de Raymond III de Tripoli, qui assiège Homs, oblige Saladin à lever le siège. Peu après, Saif ad-Dîn Ghâzî II, atabeg zengide de Mossoul, tente de reprendre Damas à Saladin, mais échoue.
Deux ans plus tard, Sayf ad-Dîn Ghâzî II tente encore d’éliminer Saladin, mais il est battu à Tell al-Sultan (en) et Saladin impose son protectorat aux deux princes zengides d’Alep et de Mossoul.
Ayant écarté la menace zengide, à défaut d’avoir soumis la Syrie musulmane, Saladin commence à s’intéresser aux États croisés. En 1177, les Francs profitent de la venue de l’armée de Philippe d’Alsace, comte de Flandre, pour gagner du terrain sur l’islam. La plus grande partie de l’armée franque est ainsi en train d’assiéger Hama avec les Flamands. Saladin en profite alors pour envahir le royaume de Jérusalem. Baudouin IV accourt immédiatement avec la garnison de Jérusalem pour défendre Ascalon, que Saladin assiège immédiatement après. Il taille en pièces l’armée de secours convoquée par Baudouin et composée des bourgeois de Jérusalem. Estimant qu’il ne risque plus de rencontrer une résistance, il lève le siège pour reprendre sa progression, mais une partie de son armée mal disciplinée commence le pillage de la campagne. Baudouin, avec l’aide de la garnison templière de Gaza opère un mouvement tournant et surprend à Montgisard l’armée de Saladin et la met en déroute. Mais ce dernier rehausse rapidement son prestige en battant les Francs à Panéas, à Marj Ayoun et au Gué de Jacob (1179).
Sayf ad-Dîn Ghâzî II meurt en 1180 et Saladin s'attaque à Izz ad-Din Mas'ud Ier, le nouvel atabeg de Mossoul. Le 10 novembre 1182, il met le siège devant Mossoul, mais la pression des autres princes musulmans, inquiets de ses ambitions hégémoniques, l’oblige à lever rapidement le siège. Il assiège ensuite Alep en mai 1183 et l’émir Imad ad-Din Zengi, moins pugnace que son cousin, livre la ville en échange de Sindjar.
La Syrie et l’Égypte maintenant unifiés sous son autorité, Saladin peut envisager de concentrer ses efforts sur les États francs. L’époque devint favorable, car la maladie de Baudouin le Lépreux s’aggrave. Le 17 septembre 1183, il quitte Damas, traverse le Jourdain le 29 septembre, pénètre dans le royaume de Jérusalem et se dirige vers Bethsan, dont les défenseurs s’étaient repliés sur Tibériade. Saladin pille la ville, puis installe son camp autour des fontaines d’Ain Jalud et de Tubanie. L’armée franque, commandée par Guy de Lusignan, comte de Jaffa et beau-frère du roi, se porte à la rencontre de l’armée de Saladin. Mais les barons, voyant la position défavorable dans laquelle se trouve l’armée, refusent d’engager le combat et Saladin, qui n’est pas en position suffisamment forte pour attaquer, doit battre retraite et retourner à Damas.
La paix est signée entre Baudouin et Saladin, mais elle est régulièrement mise à mal par les actions de Renaud de Châtillon, seigneur d’Outre-Jourdain, qui pille à l’occasion les caravanes qui relient Damas à l’Égypte et qui organise même une expédition de pillage de La Mecque, et Baudouin doit régulièrement mettre au pas son vassal indocile. Baudouin le Lépreux meurt peu après en 1185 et son neveu Baudouinet lui succède sous la régence de Raymond III de Tripoli, mais meurt à son tour en 1186. Sibylle, sœur de Baudouin IV, et Guy de Lusignan montent alors sur le trône. Dépourvu de bon sens politique et d’autorité sur ses barons, il est incapable de contenir les exactions de Renaud de Châtillon et Saladin envahit le royaume, rencontre l’armée franque à Hattin, l’anéantit le 4 juillet 1187 et prend une par une toutes les places fortes du royaume de Jérusalem, à l’exception de Tyr, défendue par Conrad de Montferrat.
À la nouvelle de la chute de Jérusalem, l'Europe envoie une troisième croisade commandée par Philippe Auguste et Richard Cœur de Lion. Cette croisade réussit à reprendre des villes du littoral, comme Saint-Jean-d'Acre, Arsouf et Jaffa, mais ne parvient pas à reprendre Jérusalem. Saladin meurt peu après, dans la nuit du 3 au 4 mars 1193.

### La succession de Saladin
Les fils de Saladin se partagent ses possessions : Al-Afdhal Nûr ad-Dîn Alî reçoit Damas, la Syrie méridionale et la Palestine, El-Malik ed-Zahir Ghazi prend Alep et la Syrie du Nord et Al-`Aziz `Imad ad-Dîn `Uthmân a l'Égypte. Al-Adel, le frère de Saladin, reçoit la Transjordanie et la Djézirat. Des membres de la famille de moindre importance héritent de fiefs mineurs. Les princes zengides de Sinjar et de Mossoul, ainsi que l'émir ortoquide de Mardin profitent de la mort de Saladin pour secouer la tutelle ayyoubide, mais leur tentative tourne court à cause de la mort d'Izz ad-Din Mas'ud.
À peine intronisés, les fils de Saladin se font la guerre. Al-Afdhal, sultan de Damas, se trouve rapidement menacé par son frère Al-Aziz, sultan d'Égypte, et appelle son oncle Al-Adel à son secours. Al-Aziz est repoussé en 1195, mais Al-Afdhal se brouille avec son oncle qui s'établit en Égypte et aide son autre neveu Al-Aziz à faire la conquête de Damas et à en chasser Al-Afdhal. Al-Aziz meurt d'une chute de cheval en novembre 1198, et son fils Malik al-Mansour, âgé de dix ans, lui succède sous la régence d'Al-Afdhal. En 1199, Al-Adel réussit à lui reprendre Damas, puis à envahir l'Égypte qu'il contrôle le 5 février 1200. Ses neveux font une dernière tentative en 1201, mais sans succès.

### Al-Adel
Une fois maître de l’Empire ayyoubide, Al-Adel considère que le jihad n’a plus de raison d’être, après la prise de Jérusalem et pratique une politique de paix avec les Francs. Il noue même vers 1208 des relations commerciales avec la république de Venise. Voyant qu’il ne peut pas compter sur l’arrivée d’une armée croisée après le détournement de la quatrième croisade sur Byzance, Amaury II de Lusignan, roi de Jérusalem, signe en septembre 1204 avec Al-Adel une trêve pour une durée de six ans. En novembre 1211, une nouvelle trêve est signée avec le roi Jean de Brienne. Mais en 1218, c’est une cinquième croisade qui débarque en Égypte et assiège Damiette. Accablé par la nouvelle, Al-Adel meurt le 31 août 1218 à Damas.

### Les derniers sultans d'Égypte

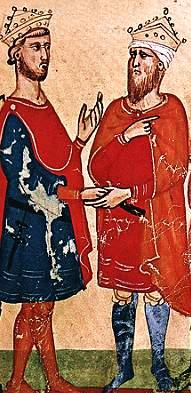
Rencontre entre Al-Kamel (à droite) et Frédéric II (à gauche).

Al-Adel avait organisé sa succession de son vivant en nommant ses fils Al-Mu’azzam, Al-Kamil et Al-Ashraf respectivement gouverneurs de Damas, d’Égypte et de la Jazirah, de sorte que sa succession se passa sans trop de problème, malgré une tentative de coup d’État au Caire en faveur d’Al-Fa’iz, un autre frère, et dans un contexte militaire difficile en raison du débarquement de la cinquième croisade devant Damiette en Égypte. Les trois frères font front commun et finissent par repousser les croisés et reprendre Damiette.
Mais cette entente se lézarde à la fin de l’année 1223. Profitant de la mort de son cousin Al-Mansur Mohammed († 1222), émir de Hama, et des troubles de succession, Al-Mu’azzam tente de s’emparer de la ville, mais l’intervention de ses frères Al-Kamil et Al-Ashraf l’oblige à y renoncer. En 1226, son frère Al-Ashraf, dont les domaines sont menacés par les Khoarismiens, se rend à Damas pour demander de l’aide à son frère, mais Al’Mu’azzam le garde dans une captivité dorée pour l’obliger à s’allier avec lui contre Al-Kamil. À peine libéré, Al-Ashraf se dépêche de revenir sur ses engagements et rejoint son frère Al-Kamil. Al’Mu’azzam s’allie aux Khoarismiens, tandis que ses deux frères dépêchent une ambassade auprès de l’empereur Frédéric II, lui promettant Jérusalem contre son alliance et son aide militaire. La guerre fratricide est sur le point d’éclater quand Al’M’uazzam meurt, le 11 novembre 1227.
Frédéric II vient en Orient à la tête de la sixième croisade et obtient la rétrocession de Jérusalem, tandis qu’Al-Kamil et Al-Ashraf assiègent leur neveu An-Nasir Dâ'ûd à Damas. Quand la ville est prise, en juin 1229, les deux frères se partagent le sultanat de Damas, Al-Kamil recevant la Palestine tandis qu’Al-Asraf devient sultan de Damas.
En 1230, les Ayyoubides doivent faire face aux Khoarismiens qui envahissent la région de Khilât, à proximité du lac de Van et qui est possession d'Al-Ashraf. Le 2 avril 1230, Jelâl al-Din prend Khilat, s'empare de l'épouse d'Al-Ashraf, une princesse géorgienne, qui y était réfugiée, la viole et fait massacrer la population. Les princes voisins, dont les Ayyoubides et les Seldjoukides de Roum s'unissent en une coalition qui livre bataille près d'Erzinjan et lui inflige une défaite complète le 10 août 1230. Trois ans plus tard, en 1233, les alliés de la veille se disputent les régions de Khilat, d'Édesse et de Harran, et Al-Kamil réunit tous les Ayyoubides sous son commandement pour lutter contre Kay Qubadh Ier, sultan de Rum. La guerre indécise, car Kay Qubadh prend d'abord le dessus avant d'être vaincu, dure deux ans. Peu après, Al-Ashraf se brouille avec son frère Al-Kamil et prépare une révolte contre lui, quand il meurt le 27 août 1237. Al-Salih Ismaël succède à son frère Al-Ashraf et tente de renprendre à révolte à son compte, mais il est battu par Al-Kamel qui assiège Damas et la prend le 29 décembre 1237. Mais Al-Kamil ne profite pas longtemps de son triomphe et meurt peu après, le 8 mars 1238.
À Al-Kamil succède son fils Al-Adil II Sayf ad-Din, mais l’avènement de ce dernier marque le début d’une période d’anarchie au sein de l’Empire ayyoubide dont la croisade de 1239 ne parviendra pas à tirer profit. Shirkuh, émir de Homs, attaque son voisin et rival Taq ad-Din, émir de Hama. À Damas, les luttes de pouvoir éclatent, et son demi-frère Malik al-Salih Ayyoub y prend le pouvoir au début de l’année 1239. Il en est chassé en septembre de la même année par un de ses oncles, Al-Salih Ismaël, et capturé par un de ses cousins, An-Nasir Dâ'ûd, ancien sultan de Damas et émir de Kerak.
Pendant ce temps, Al-Adel mécontente les Mamelouks en les écartant des postes clés et en y plaçant ses favoris. À Kerak, peu après, les deux cousins se réconcilient, An-Nasir libère Ayyoub et les deux s’allient contre Al-Adil et Ismaël. Ayyoub souhaite prendre le contrôle de l’Égypte, tandis qu’An-Nasir cherche à récupérer Damas. Ils commencent par marcher sur l’Égypte, et Al-Adel se rend à Bilbéis avec son armée pour leur barrer la route. Le 31 mai 1240, les mamelouks cernent la tente d’Al-Adel, se saisissent de sa personne, le déposent et appellent Ayyub pour le mettre sur le trône.
Sachant qu'il tient son pouvoir des Mamelouks, Ayyub les favorise et vit le plus souvent au sein de la caserne bahride. Il s'allie également aux Korasmiens qui reprennent Jérusalem aux Francs et la pille, puis l'alliance des Égyptiens et des Korasmiens défait une coalition franco-damascène à La Forbie le 17 octobre 1244. Ayyub profite de ce succès pour reprendre Damas à son oncle Ismaël. En 1248, il combat en Syrie contre son cousin d'Alep, quand l'annonce de la septième croisade l'oblige à revenir en Égypte pour la défendre. Il meurt peu après de maladie et son fils, Tûrân Châh, accumule les maladresses et se fait assassiner par les Mamelouks qui prennent le pouvoir. La sultane Chajar ad-Durr, veuve d'Ayyub, et le sultan mamelouk ‘Izz al-Din Aybak montent alors sur le trône égyptien, même s'il doivent nommer pendant quatre ans un sultan ayyoubide, pour faire face aux prétentions légitimistes d'Al-Nasir Yusuf.

### Les derniers Ayyoubides en Syrie
En effet, les dirigeants de Damas refusent le nouveau régime et se rallie à Al-Nasir Yusuf, émir d'Alep, qui fait son entrée à Damas le 9 juillet 1250 et unifie la Syrie sous son autorité. Il occupe également sans difficulté Gaza, mais Aybak fait proclamer l'Égypte possession du calife de Bagdad et, fort de cette légitimité, envoie ses troupes réoccuper Gaza en octobre 1250. Le 11 décembre 1250, l'armée d'Al-Nasir quitte Damas en direction de l'Égypte. Elle rencontre l'armée mamelouk à 'Abbâsa le 2 février 1251 et la bataille commence à tourner en faveur des Syriens quand les Mamelouks de Damas désertent et se rallient à Aybak.
En 1255, Aybak subit une révolte d'une partie des Mamelouks et certains d'entre eux, dont Baybars, se réfugient à Damas et veulent l'entraîner à la guerre contre l'Égypte, mais le calife intervient encore en faveur de la paix, et Aybak cède même toute la Palestine musulmane à Yusuf et les deux sultans concluent une trêve de dix ans. Quatre ans plus tard, un autre danger survient : les Mongols, conduits par Hulagu, envahissent le monde musulman, prennent Bagdad, mettent fin au califat abbasside, puis envahissent la Syrie et prennent Alep (30 janvier pour la ville et 25 février 1260 pour la citadelle) puis Damas (1er mars 1260 pour la ville et 4 avril 1260 pour la citadelle). Al-Nasir Yusuf a préféré fuir les Mongols plutôt que défendre ses villes mais, au moment d'entrer en Égypte, préfère se rendre aux Mongols plutôt que de se livrer aux Mamelouks. Kitkuba, le lieutenant d'Hulagu, lui promet même de le réinstaller comme sultan de Damas quand la conquête de l'Égypte sera achevée. Mais ce sont les Mamelouks qui battent les Mongols à `Aïn Jâlût le 3 septembre 1260, les repoussent et occupent la Syrie musulmane mettant définitivement fin à la dynastie ayyoubide.

## Liste des souverains
| Sultans d'Égypte                                  | Sultans de Damas                     | Sultans d'Alep                          |
| ------------------------------------------------- | ------------------------------------ | --------------------------------------- |
| 1169 – 1193 : Saladin                             | (Zengides)                           | (Zengides)                              |
| 1169 – 1193 : Saladin                             | 1174 – 1193 : Saladin                | (Zengides)                              |
| 1169 – 1193 : Saladin                             | 1183 – 1193 : Saladin                |                                         |
| 1193 – 1198 : Malik al-Aziz                       | 1186 – 1196 : Malik al-Afdhal        | 1186 – 1216 : Malik al-Zahir            |
| 1193 – 1198 : Malik al-Aziz                       | 1196 – 1218 : Al-Adil Sayf al-Din    | 1186 – 1216 : Malik al-Zahir            |
| 1198 – 1200 : Malik al-Mansour                    |                                      | 1186 – 1216 : Malik al-Zahir            |
| 1200 – 1218 : Al-Adil Sayf al-Din                 |                                      | 1186 – 1216 : Malik al-Zahir            |
| 1218 – 1238 : Al-Kamil                            | 1218 – 1227 : Malik al-Mu'azzam Musa | 1216 – 1236 : Al-Malik Al-Aziz Mohammed |
| 1218 – 1238 : Al-Kamil                            | 1227 – 1229 : An-Nasir Dâ'ûd         | 1216 – 1236 : Al-Malik Al-Aziz Mohammed |
| 1218 – 1238 : Al-Kamil                            | 1229 – 1237 : Al-Ashraf              | 1216 – 1236 : Al-Malik Al-Aziz Mohammed |
| 1218 – 1238 : Al-Kamil                            | 1237 – 1237 : Al-Salih Ismaël        | 1236 – 1260 : Al-Nasir Yusuf            |
| 1218 – 1238 : Al-Kamil                            | 1237 – 1238 : Al-Kamil               | 1236 – 1260 : Al-Nasir Yusuf            |
| 1238 – 1240 : Al-Adil II                          | 1238 – 1238 : Al-Adil II Sayf ad-Din | 1236 – 1260 : Al-Nasir Yusuf            |
| 1238 – 1240 : Al-Adil II                          | 1238 – 1239 : Malik al-Salih Ayyoub  | 1236 – 1260 : Al-Nasir Yusuf            |
| 1240 – 1249 : Al-Salih Ayyoub                     | 1239 – 1245 : Al-Salih Ismaël        | 1236 – 1260 : Al-Nasir Yusuf            |
| 1240 – 1249 : Al-Salih Ayyoub                     | 1245 – 1249 : Malik al-Salih Ayyoub  | 1236 – 1260 : Al-Nasir Yusuf            |
| 1249 – 1250 : Tûrân Châh                          | 1249 – 1250 : Tûrân Châh             | 1236 – 1260 : Al-Nasir Yusuf            |
| 1250 – 1254 : Muzaffar ad-Din Musa (nominalement) | 1250 – 1260 : Al-Nasir Yusuf         | 1236 – 1260 : Al-Nasir Yusuf            |
| (Mamelouks)                                       | 1250 – 1260 : Al-Nasir Yusuf         | 1236 – 1260 : Al-Nasir Yusuf            |